# Campephilus
Campephilus är ett fågelsläkte i familjen hackspettar inom ordningen hackspettartade fåglar som förekommer i Nord- och Sydamerika. Släktet omfattar vanligen tolv arter:
- Inkaspett (C. pollens)
- Karmosinspett (C. haematogaster)
- Praktspett (C. splendens)
- Eldspett (C. rubricollis)
- Gladiatorspett (C. robustus)
- Rödtofsspett (C. melanoleucos)
- Mayaspett (C. guatemalensis)
- Guayaquilspett (C. gayaquilensis)
- Gräddmantelspett (C. leucopogon)
- Magellanspett (C. magellanicus)
- Elfenbensnäbb (C. principalis)
- Kejsarspett (C. imperialis)